# Ján Arpáš
Ján Arpáš (* 7. November 1917 in Preßburg; † 16. April 1976) war ein slowakischer Fußballspieler.

## Karriere

### Im Verein
Ján Arpáš kam 1939 zum ŠK Bratislava. Für den Verein absolvierte er in sieben Spielzeiten 166 Ligaspiele und erzielte dabei 151 Tore. Mit Bratislava wurde der Stürmer viermal Slowakischer Meister und dreimal Torschützenkönig der 1. slowakischen Liga.
Zur Saison 1947/48 wechselte Arpáš in die italienische Serie A zu Juventus Turin, wo der Tscheche Čestmír Vycpálek Trainer war. Nach nur einer Spielzeit in Turin und Rang drei in Italiens höchster Spielklasse beendete der Slowake 1948 seine aktive Laufbahn.

### In der Nationalmannschaft
Arpáš spielte zwölfmal im slowakischen Nationalteam und erzielte vier Tore. Sein erstes Tor schoss er am 27. August 1939 beim 2:0-Sieg gegen Deutschland.

## Erfolge
- Slowakischer Meister: 1939/40, 1940/41, 1941/42, 1943/44
- Torschützenkönig der 1. slowakischen Liga: 1940/41 mit 19 Toren, 1941/42 mit 19 Toren, 1941/42 mit 28 Toren